# テレビゲーム
テレビゲームは、主に一般消費者向けの「テレビゲーム機」によるコンピュータゲームを指す用語。

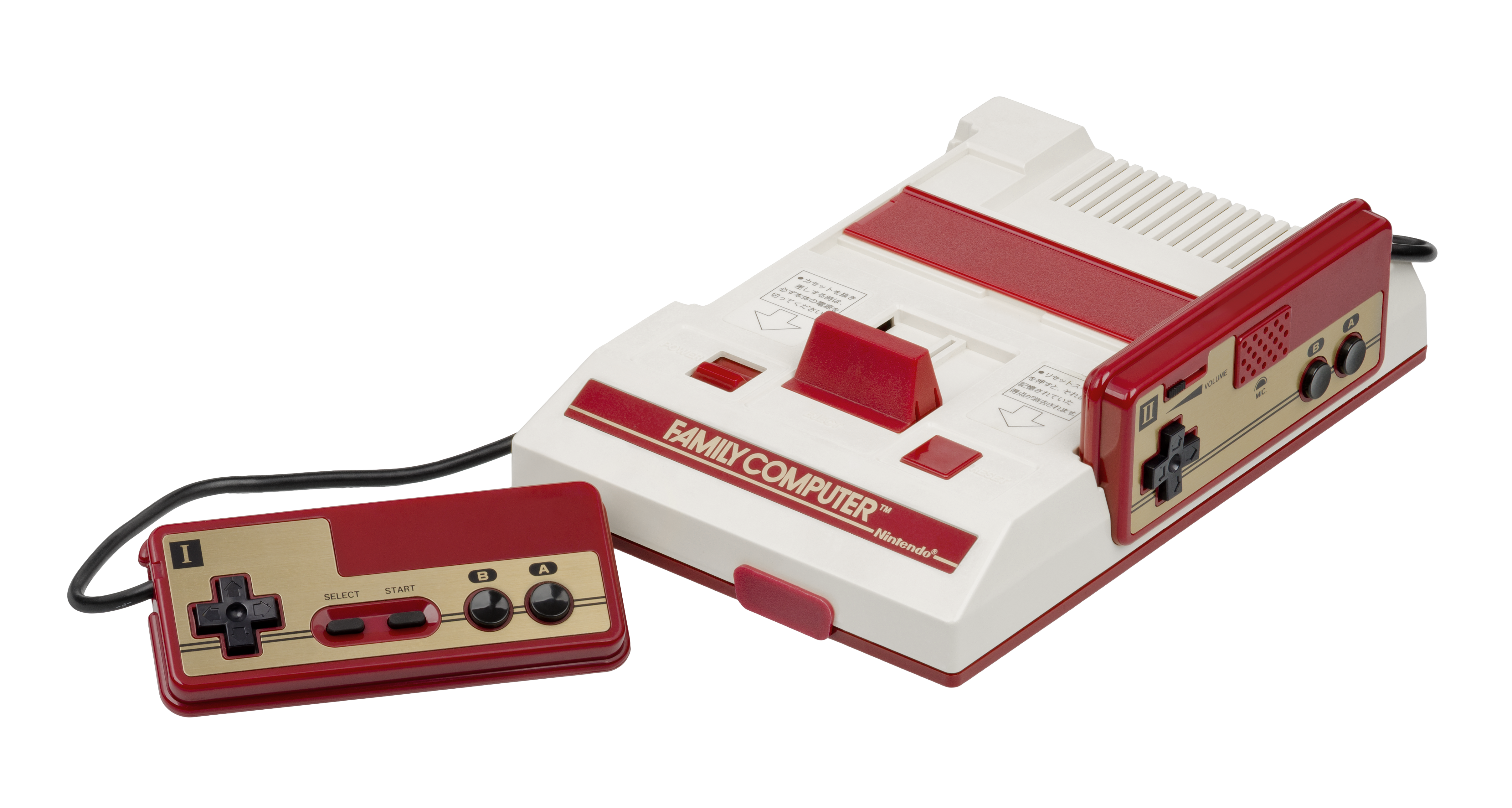
テレビゲーム機のひとつ、任天堂のファミリーコンピュータ

## 名称
テレビ受像機をディスプレイとして使うことからできた和製英語。
英語のビデオゲーム（英: video game）の用語の範囲はテレビゲームより広く、ディスプレイを利用する電子ゲーム全般を指すためイコールではない。例えば、日本語ではテレビゲームとは区別される「ゲームセンターなどに置かれる、ディスプレイを利用するゲーム機」も、英語の「ビデオゲーム」に含まれる。
但し、ゲーム交換式テレビゲーム機が日本国内に登場した当初の僅かな期間ではあるが、（それまで普及していたグーム交換不可能である各種旧来機との区別・差別化を図る為、（AV家電品として一般世帯に普及し始めていた）ビデオデッキに見たいビデオテープを出し入れして変更出来る運用に準え）ゲーム交換式テレビゲーム機全般が「ビデオゲーム」と呼称される事もあった。
テレビゲームを動作させるテレビゲーム機は、日本においては1983年に任天堂が発売したファミリーコンピュータによって一般家庭に広まった。
テレビゲームおよびテレビゲーム機を包含する言葉としてコンシューマーゲームおよびコンシューマーゲーム機があり、これらは携帯型ゲームおよび携帯用ゲーム機と家庭用ゲームおよび家庭用ゲーム機に細分され、家庭用ゲーム機はビデオゲーム機、テレビゲーム機、据え置き型ゲーム機とも呼ばれる。

## 略歴
映像受像機を使用したゲームとして、1950年代に真空管コンピュータであるEDSAC用に「OXO」がつくられ、1957年にはオシロスコープの輝点でテニスをする「Tennis for Two」といった例がある。どちらも陰極線管（ブラウン管）を表示装置として利用しベクタースキャン式であり、現代のラスタースキャンとはテイストが異なっている。なおTennis for Twoは、アナログコンピュータとリレーやキャパシタ等といった電子部品の組み合わせで作られていた。1962年にはMITでPDP-1用に「スペースウォー!」というソフトウェアが書かれた。
家庭用テレビを表示機器として利用する電子ゲーム機器は、1971年発表の4004など、LSI（大規模集積回路）の集積度が向上したことによって実現可能になった。
1972年9月にマグナボックス社が「オデッセイ」を発売（1975年の生産終了までにおよそ35万台を販売）。1972年11月にアタリ社が「ポン」を発売。他社からも類似の製品やキットなどが発売された（純正「ポン」が約一万台、模倣機は全世界で約十万台販売されたと推定されている。）。いずれも、固定された1種類、または簡単な回路の切り替えなどによる多くても20種類弱程度のゲームが遊べる、といったもので、コントローラ等も専用のものが直結されていた。
1977年に米国のAtari社がAtari VCSを発売し、MOS 6507という8bitCPUを用いたもので、ロムカートリッジ形式でゲームソフトを販売、これがヒットし家庭への普及が進んだ（2004年までで約3000万台を販売）。1981年に日本のエポック社がカセットビジョンを発売し、これはカセット内にLSI（1チップマイコン)を内蔵しそのカセットを差し替える方式で複数のゲームで遊べる方式だった（1983年9月までに40～45万台を販売）。1983年には任天堂がファミリーコンピュータ（初代ファミコン）を発売し、世界的にはNESという名称で販売を展開し、リコー製RP2A03というMOS 6502互換8bitCPUを用いたもので、ソフトはロムカセット（ロムカートリッジと同原理）で販売された。これが世界的に大ヒットし、さらに本格的にテレビゲーム機が普及してゆくことになった（2003年まで販売継続し、全世界累計販売台数は約6,291万台を記録）。

## ハードウェアとソフトウェア
家庭用ゲーム機のアーキテクチャは、SONYのゲーム機の例を挙げて説明するなら、2000年に発売されたPlayStation 2や、2006年に発売されたPlayStation 3など、2000年代なかばまでは、PCとは全く異なる特殊なアーキテクチャを採用して、同時代のハイエンドPCよりも高いゲーム性能を目指したが、その後プロセッサの微細加工技術やメモリ技術などは独自設計でPCを超えることは難しくなったため、2013年発売のPlayStation 4からPCアーキテクチャをゲーム用にカスタマイズするような方法で、コストパフォーマンス重視で設計されるようになって来ている。他のメーカーの家庭用ゲーム機でも、時期は多少前後するが、同じような変化が起きた。
ユーザーインタフェースとしては、汎用のコントローラが同梱というタイプが多く、特段の理由が無い限り、プラットフォームのメーカーはゲーム制作会社に対して本体同梱の汎用のコントローラで必ず一通り遊べるように作ることを要求していることが多いが、特定のゲームソフトに特化したコントローラやその他の周辺機器も外付けできるといった拡張性を持つようになった。
家庭用ゲーム機のソフトウェアは、最初はカートリッジ方式（カセット方式）で、その後CD-ROM、その他の光ディスクで供給されるタイプも増えた。
割合が大きい地域としては2014年時点だとドイツが挙げられている。
ゲームソフトはパッケージ版からデジタル配信にシフトが進んでいる。ダウンロードコンテンツや売切型から運用型への主流化が加速している。
ネットワークプラットフォームの台頭やスマートフォン・タブレットといったスマートデバイス用ゲームが増加したため、ユーザー生成コンテンツやeスポーツ、インディーズ、クラウドファンディング、「ゲームプレイを可能な限り削ったゲーム」、隙間時間のソーシャルゲームや「プレイ時間ゼロのゲーム」（ゲーミフィケーション・ゲーム実況）の発展により、ゲーム機市場は大きな影響を受けている。

## テレビとの接続方式

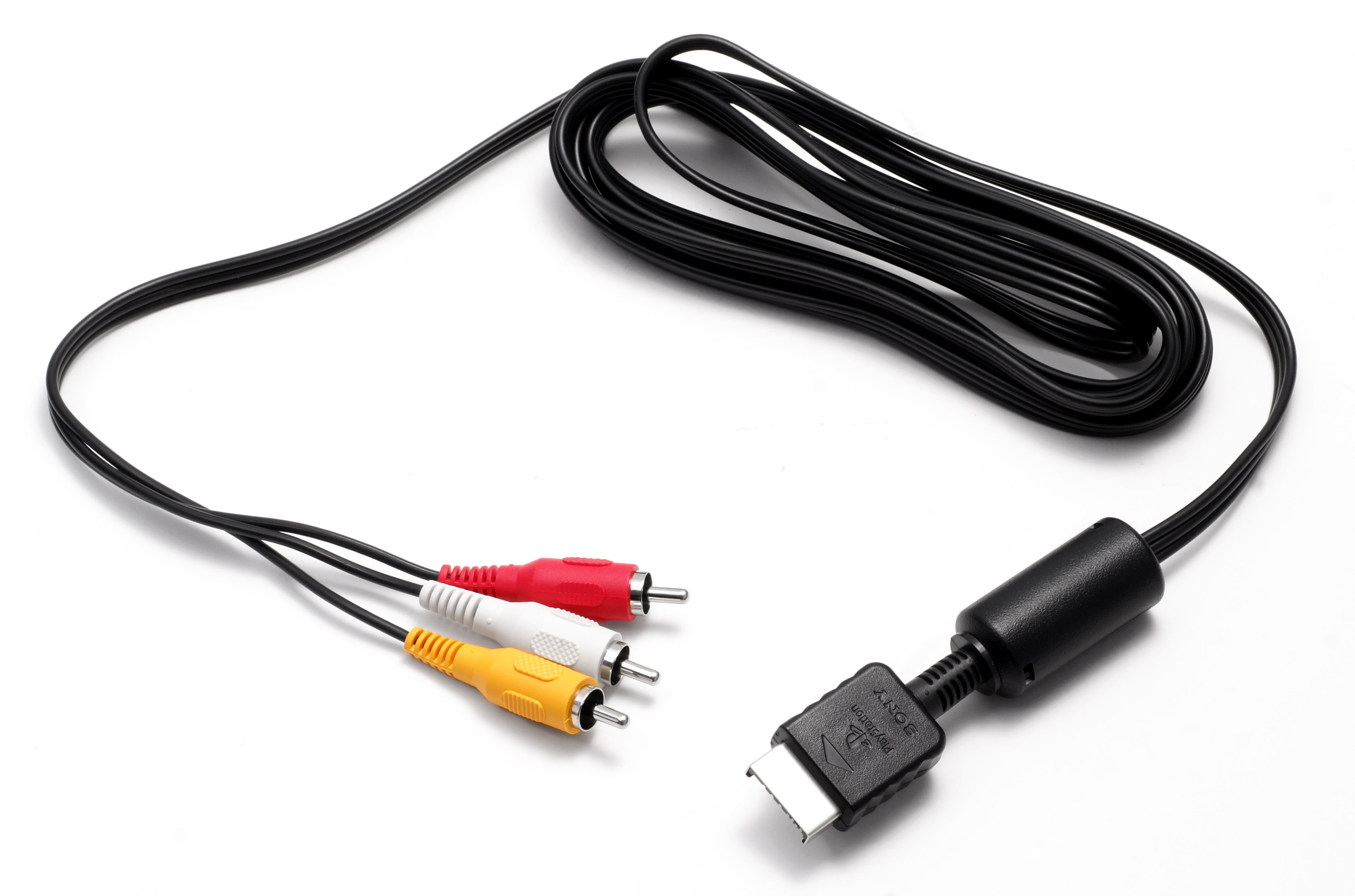
RCA端子の接続端子：黄色のコンポジット映像信号およびステレオ音声用

初期のテレビゲームでは、映像をテレビに映すためにRF接続を利用した。これはテレビゲームが登場した当時、RCA端子（ビデオ端子）などの外部映像・音声入力端子を持つテレビ受像機は普及していなかったためである。
ファミコン普及時の日本では国内家電メーカー各社がこぞってテレビを発売していたためラインナップが非常に豊富であり、画面が14型などの安価なテレビだと赤外線リモコンが搭載されてもビデオ端子は搭載されないといった廉価機も多く、1980年代後半まではRF接続が一般的であった。アンテナ線との信号混信を防ぐ意図から、切り替えボックスを使用しての接続だった。音声もVHF信号に乗せられていた。
しかし、このRF出力は、信号レベルがあまり高くないことから滲み・チラツキ・混信が起こりやすかった。1990年代にはRCA端子搭載のテレビが普及し、テレビゲームも接続が容易で高画質・高音質を実現できるRCA端子に移行した（周辺機器によってRF出力をサポートしている機種は2000年代以降にも存在している）。
2000年代にテレビが高解像度のデジタルテレビになると同時に、デジタル接続のHDMI端子が普及し、テレビゲームもHDMI端子を利用するようになった。